# Raymond de Kerchove d'Exaerde

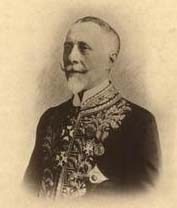
Raymond de Kerchove d'Exaerde

Baron Raymond Charles de Kerchove d'Exaerde (Antwerpen, 2 juli 1847 - Gent, 27 februari 1932) was een Belgisch burgemeester, provincieraadslid en provinciegouverneur.

## Biografie

### Familie
Raymond de Kerchove was een telg uit de familie De Kerchove. Hij was een zoon van de ontvanger van de registratie Constant de Kerchove (1812-1900) en Zoé Pieters (1817-1900). Zijn vader verkreeg op 12 april 1884 erkenning van erfelijke adel. Bij Koninklijk Besluit van 22 december 1888 verkreeg jonkheer Raymond, net als zijn vader, toelating 'd'Exaerde' aan zijn familienaam toe te voegen. In 1898 verkreeg hij de bij eerstgeboorte overdraagbare titel van baron.
Hij trouwde in 1872 in Bellem met zijn nicht Valentine de Kerchove (1850-1936), dochter van Frédéric de Kerchove, gemeenteraadslid van Bellem en senator. Ze kregen drie zoons en vier dochters.
- Georges de Kerchove d'Exaerde (1873-1944), burgemeester van Bellem
- René de Kerchove d'Exaerde (1883-1971), kapitein ter lange omvaart en bekend wetenschappelijk auteur van onder meer International Maritime Dictionary (1948)
- Henry de Kerchove d'Exaerde (1889-1979), monnik in de abdij van Maredsous

Hun dochters huwden met telgen uit de families Geelhand de la Bistrate, d'Overschie de Neeryssche, Herry en Van Eyll. De familietak doofde uit in mannelijke lijn in 1979.
Hij was een schoonbroer van Alice de Kerchove en baron Albert d'Udekem d'Acoz, betovergrootouders van koningin Mathilde, Edgard de Kerchove d'Ousselghem, burgemeester van Bellem en Landegem, provincieraadslid van Oost-Vlaanderen en senator, en Robert de Kerchove, stichter en eerste abt van de Abdij van Keizersberg.

### Loopbaan
Van 1872 tot 1882 was De Kerchove gemeenteraadslid en burgemeester van Woubrechtegem. In 1878 werd hij verkozen tot provincieraadslid van Oost-Vlaanderen en bleef dit tot aan zijn benoeming tot gouverneur in 1885. Hij was gouverneur van 1885 tot 1919.
Hij was ook bestuurslid van de Koninklijke Roeivereniging Sport Nautique de Gand en behoorde tot de stichters van het Gentse strijdbaar katholiek tijdschrift Le Magasin littéraire et scientifique (1884-1898). 

### Bellem

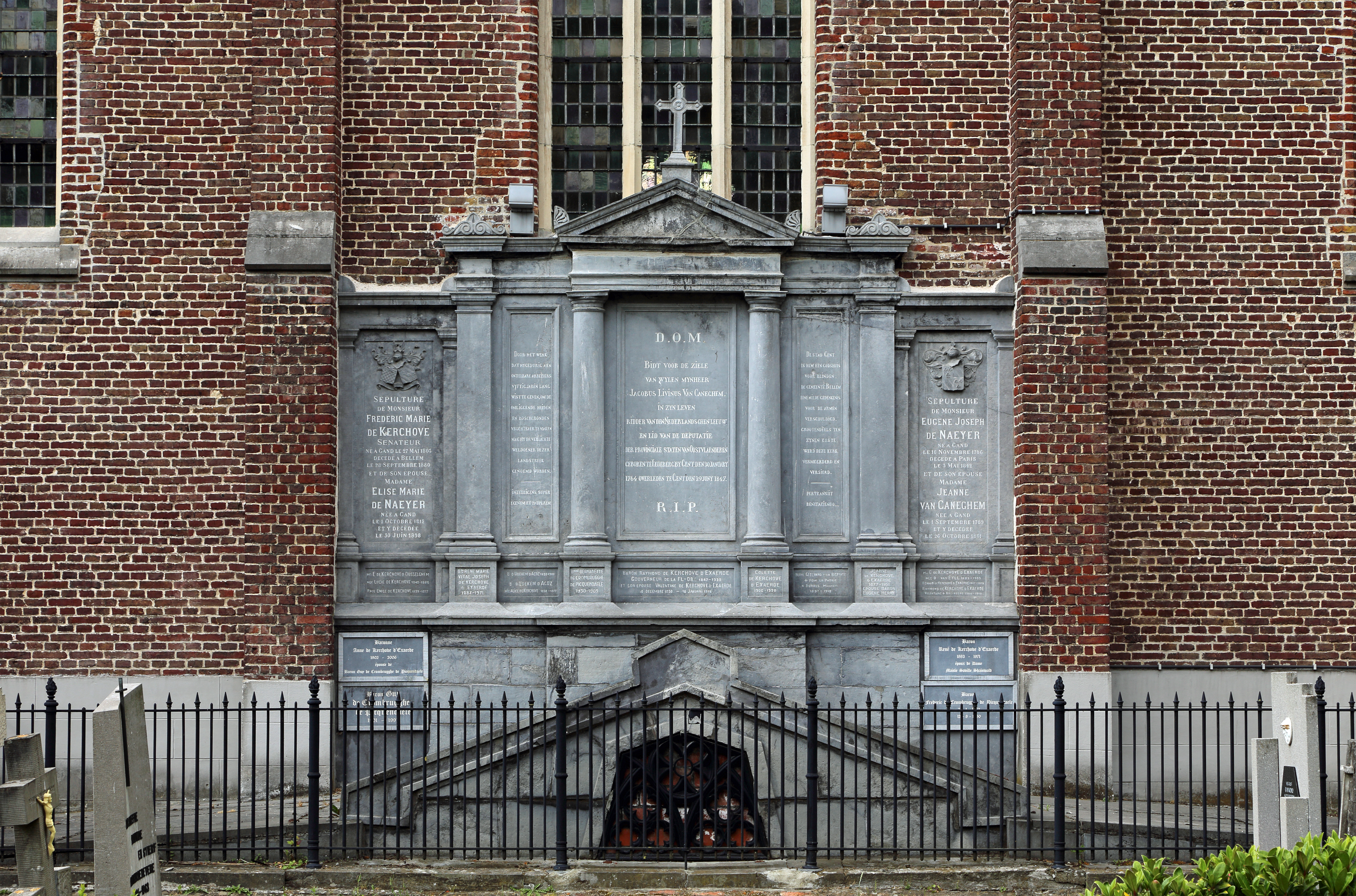
Het familiegraf Van Caneghem-de Nyer-De Kerchove d'Exaerde aan de Onze-Lieve-Vrouw-Geboortekerk in Bellem, waar ook baron Raymond de Kerchove d'Exaerde begraven ligt.

De Kerchove was de erfgenaam van het kasteel van Bellem, dat in erfdeel toekwam aan zijn echtgenote. Het kasteel was ook hier familiebezit langs moederszijde: Élise de Naeyer was (weerom langs moederszijde) kleindochter van Jacob Lieven van Caneghem die het kasteel in het begin van de 19e eeuw had gekocht.
Raymonds echtgenote was de zus van senator Eugène de Kerchove d'Exaerde, van Alice Marie de Kerchove (betovergrootmoeder van prinses Mathilde) en van Robert de Kerchove, de stichter en eerste abt van de abdij van de Keizersberg.
Het kasteel werd door latere erfgenamen in 1963 verkocht aan de vzw Federatie van de zustercongregaties van het bisdom Gent. Van 1965 tot 2017 was het een retraitehuis voor religieuzen en een bezinnings- en ontmoetingscentrum voor iedereen, onder de naam 'Mariahove'.